# Winston Lagoon
Winston Lagoon är en lagun på ön Heard Island i Heard- och McDonaldöarna (Australien).